# Пиргерешть (комуна)
Пиргерешть або Пиргерешті (рум. Pârgărești) — комуна у повіті Бакеу в Румунії.
До складу комуни входять такі села (дані про населення за 2002 рік):
- Бахна (630 осіб)
- Нікорешть (946 осіб)
- Пиргерешть (1047 осіб) — адміністративний центр комуни
- Пириу-Богій (482 особи)
- Сату-Ноу (1740 осіб)

Комуна розташована на відстані 206 км на північ від Бухареста, 41 км на південний захід від Бакеу, 123 км на південний захід від Ясс, 140 км на північний захід від Галаца, 104 км на північний схід від Брашова.

## Населення
За даними перепису населення 2002 року у комуні проживали 4845 осіб.
Національний склад населення комуни:
| Національність | Кількість осіб | Відсоток |
| -------------- | -------------- | -------- |
| румуни         | 4780           | 98,7%    |
| чанго          | 40             | 0,8%     |
| угорці         | 25             | 0,5%     |

Рідною мовою назвали:
| Мова      | Кількість осіб | Відсоток |
| --------- | -------------- | -------- |
| румунську | 4817           | 99,4%    |
| угорську  | 28             | 0,6%     |

Склад населення комуни за віросповіданням:
| Релігія       | Кількість осіб | Відсоток |
| ------------- | -------------- | -------- |
| римо-католики | 4270           | 88,1%    |
| православні   | 572            | 11,8%    |
| реформати     | 2              | < 0,1%   |
| лютерани      | 1              | < 0,1%   |